# Клёпов, Сергей Алексеевич
Серге́й Алексе́евич Клёпов (1900, Воронеж — 1972) — деятель НКВД, генерал-майор (9 июля 1945 года), член ВКП(б) (1923).

## Биография
Родился в 1900 году в городе Воронеж, в семье сапожника. Русский.
Окончил церковно-приходскую школу. С 1913 года ученик слесаря, а с 1915 год слесарь Воронежского паровозного депо.
В 1920 году поступил на службу в органы ЧК и служил в органах государственной безопасности на ж.д. транспорте.
22 марта 1936 присвоено звание «старший лейтенант государственной безопасности», 19 июля 1939 — «капитан государственной безопасности». С 1939 по февраль 1941 года — начальник Дорожно-транспортного отдела НКВД Львовской железной дороги; с 14 марта 1940 — майор государственной безопасности.
С февраля по июль 1941 года — начальник 6-го отдела 2-го управления НКГБ СССР. После объединения НКГБ и НКВД в июле 1941 года назначен начальником Управления НКВД по Смоленской области. С 30 сентября 1941 года — начальник вновь созданного Отдела по борьбе с бандитизмом НКВД СССР.
4 июня 1942 года назначен начальником Управления НКВД по Орджоникидзевскому краю с присвоением звания «старший майор государственной безопасности».
С декабря 1942 по май 1943 года — заместитель начальника 2-го управления НКВД СССР, затем до ноября 1946 года — заместитель начальника 3-го управления НКГБ — МГБ СССР. 14 февраля 1943 года присвоено звание «комиссар государственной безопасности», 9 июля 1945 года — «генерал-майор».
С ноября 1946 года — начальник Саксонского оперативного сектора Советской военной администрации в Германии. Руководил формированием сети органов госбезопасности на оккупированной территории Германии; пользовался покровительством заместителя главнокомандующего по делам гражданской администрации И. А. Серова. 
В 1947 году был арестован в Германии по обвинению в превышении власти и использовании служебного положения. Санкцию на арест дал И. В. Сталин по просьбе Министра государственной безопасности СССР В. С. Абакумова. Был доставлен в Москву, в МГБ, где от него потребовали показаний на И. А. Серова, Н. С. Хрущёва и Л. М. Кагановича. По собственному рассказу Клепова, он отказался дать такие показания и якобы ударил Абакумова, после чего был избит и посажен в камеру метр на метр, построенную из решёток, через которые все время пропускают сквозной воздух. После суточного пребывания в этой камере четыре месяца пролежал в госпитале.
Был приговорён к 10 годам лишения свободы.
11 июля 1953 в Президиум Совета Министров СССР было внесено предложение о пересмотре дела с целью его прекращения и полной реабилитации, подписанное Министром обороны СССР Н. Булганиным, Генеральным прокурором СССР Р. Руденко и А. Чепцовым. Освобождён 28 августа 1953 года, с октября 1953 года числился в запасе.
В 1954 году был реабилитирован, восстановлен в звании генерал-майора, однако в партии восстановлен не был. Работал штамповщиком на московском оборонном заводе № 2480.

## Награды
- Орден Ленина (30.04.1946[6])
- Три ордена Красного Знамени (02.07.1942, 03.11.1944[6], 29.07.1945)
- Орден Кутузова 2-й степени (8.3.1944)
- два ордена Отечественной войны 1-й степени (7.7.1944, 3.12.1944),
- орден Отечественной войны 2-й степени (24.02.1945)
- орден Трудового Красного Знамени УзССР (№ 532) (13.01.1933)
- медали
- знак «Почетный работник ВЧК-ГПУ (XV)» (20.12.1932)
- знак «Заслуженный работник НКВД»